# Tabouda
Tabouda (àrab تبودة) és una comuna rural de la província de Taounate de la regió de Fes-Meknès. Segons el cens de 2014 tenia una població total de 16.618 persones.